# O Despertar de Cthulhu em Quadrinhos

O Despertar de Cthulhu em Quadrinhos é uma antologia em quadrinhos publicada pela editora Draco em 2016 composta por oito histórias inspiradas nos Mitos de Cthulhu, de H. P. Lovecraft. Organizada pelo editor Raphael Fernandes, a antologia foi aberta para inscrições por roteiristas e desenhistas, sendo ao fim selecionadas oito HQs de 20 páginas cada, produzidas em preto e branco com tons de verde. Os artistas selecionados foram: Antonio Tadeu, LuCas Chewie, Dudu Torres, Airton Marinho, Fabrício Bohrer, Caiuã Araújo, Marcio de Castro, Daniel Bretas, Jun Sugiyama, Hilton P. Rocha, Samuel Bono, Lucas Pereira, Bárbara Garcia e Elias Aquino. Esta coletânea deu sequência à série de álbuns de terror iniciada por O Rei Amarelo em quadrinhos, inspirado no livro de contos The King in Yellow, de Robert W. Chambers.. Em 2017, o livro ganhou o 29º Troféu HQ Mix na categoria "melhor publicação mix".